# 大富村 (千葉県)
大富村（おおとみむら）は、千葉県山武郡（武射郡）にかつて存在した村である。
現在の山武市の中部にあたる。成東駅に近く、現在の国道126号が通過しているため、旧成東町中心部と一体化している。山武市立大富小学校などにその名をとどめる。

## 沿革
- 1889年（明治22年）4月1日 - 町村制施行に伴い、富田村、早船村、芝原村、寺崎村、真行寺村、島戸村、野堀村、新泉村が合併して武射郡大富村が発足。
- 1897年（明治30年）4月1日 - 山辺郡、武射郡が統合されて山武郡となる。
- 1954年（昭和29年）10月1日 - 成東町、南郷村と合併し、改めて成東町を新設。同日大富村廃止。
- 2006年（平成18年）3月27日 - 成東町が山武町、松尾町、蓮沼村と合併し、山武市を新設。

## 交通

### 鉄道
- 国鉄（現JR東日本）
  - 総武本線 - 村域内を通過しているが、駅は存在しなかった（至近に成東駅が所在）。

### 道路
- 現在の国道126号（合併後の1965年に制定）